# Le Mauvais Œil (Luxley)
Pour les articles homonymes, voir Le Mauvais Œil.

Le Mauvais Œil est le premier tome de la série Luxley de Valérie Mangin, Francisco Ruizgé et Jean-Jacques Chagnaud.
Quelques années avant que ne commence l'histoire, alors que les royaumes d'Europe ont envoyé leurs armées conquérir Jérusalem et la Terre sainte, d'étranges guerriers venus de l'ouest envahissent le vieux continent. Les atlantes, comme on les surnomme bientôt, arrivent facilement à bout des forces dispersées qui leur font face et établissent leur domination sur le continent.
Le héros de l'histoire, Robin de Luxley, dit « Robin des Bois », est envoyé en mission par son Roi, Richard Cœur de Lion, l'un des derniers monarques encore libre. Alors qu'il tente de rejoindre une destination inconnue, il est fait prisonnier en France par le gouverneur atlante de Paris.